# Rudolf Harbig
Rudolf Waldemar Harbig, detto Rudi (Dresda, 8 novembre 1913 – Kropyvnyc'kyj, 5 marzo 1944), è stato un mezzofondista e velocista tedesco, specializzato nei 400 e negli 800 metri piani.
Nel 1939 conquistò a Francoforte il record dei 400 metri in 46 secondi netti e nello stesso anno a Milano corse gli 800 metri in 1'46"6.
Nel 1941 a Dresda stabilì il primato dei 1000 metri in 2'21"5.